# Buleuterio

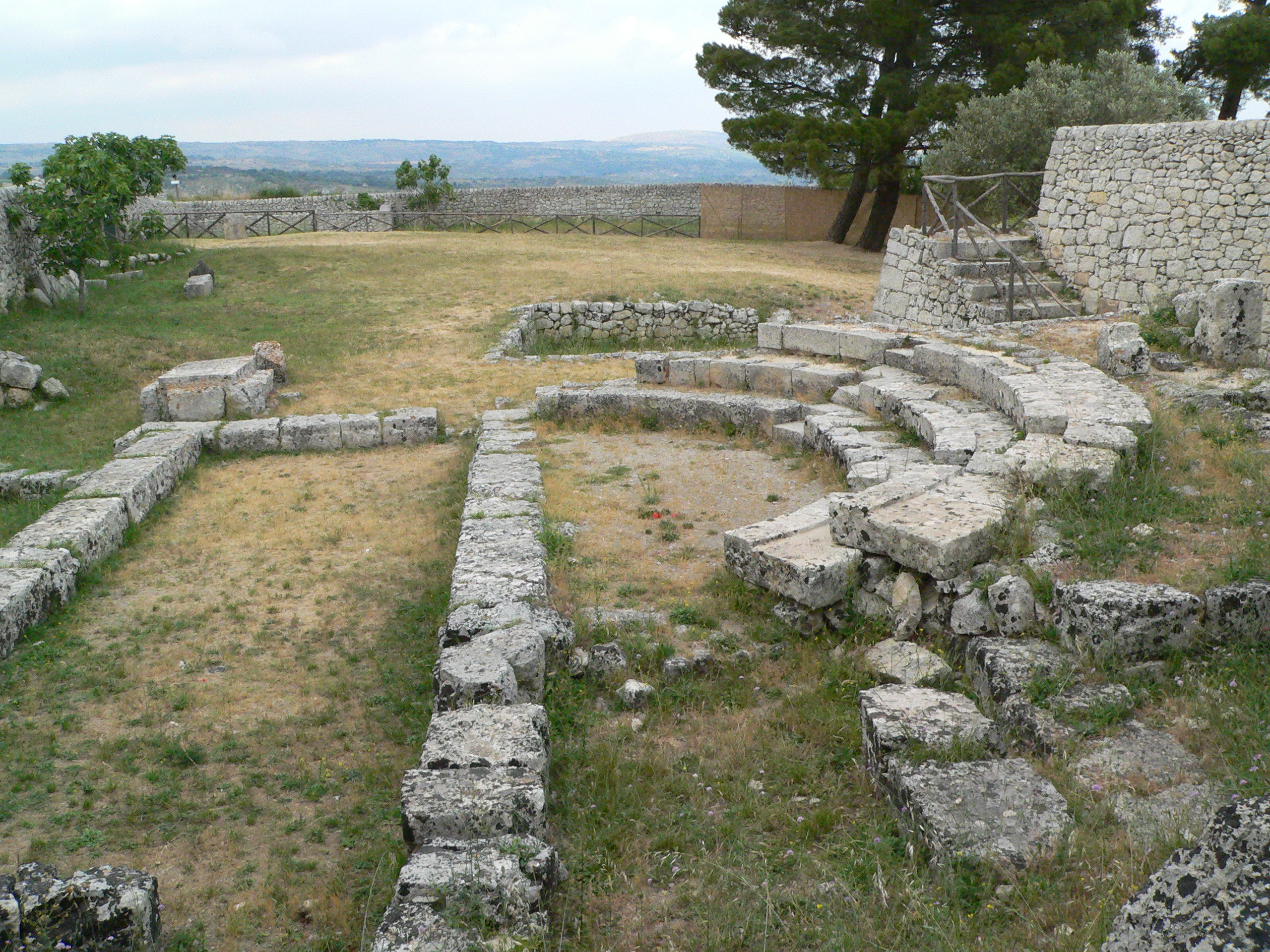
Restos del buleuterio de Acras (Sicilia).

El buleuterio (del latín buleuterium, y este del griego βουλευτήριον) es el edificio donde se reunía la boulé («consejo», a menudo de 500 miembros), en las ciudades de la Antigua Grecia. En función del nombre específico de esta institución en las diferentes ciudades, podía llevar otro nombre: por ejemplo, sinedrio en Mesene o gerontikón en Nisa.
La boulé era una institución básica en las antiguas polis (ciudades-estado) griegas. Estaba compuesta por representantes de los ciudadanos, que se reunían para discutir y decidir sobre los asuntos públicos. La palabra griega bouleuterion se compone de boulé («consejo») y el sufijo terio («lugar»).

## Descripción

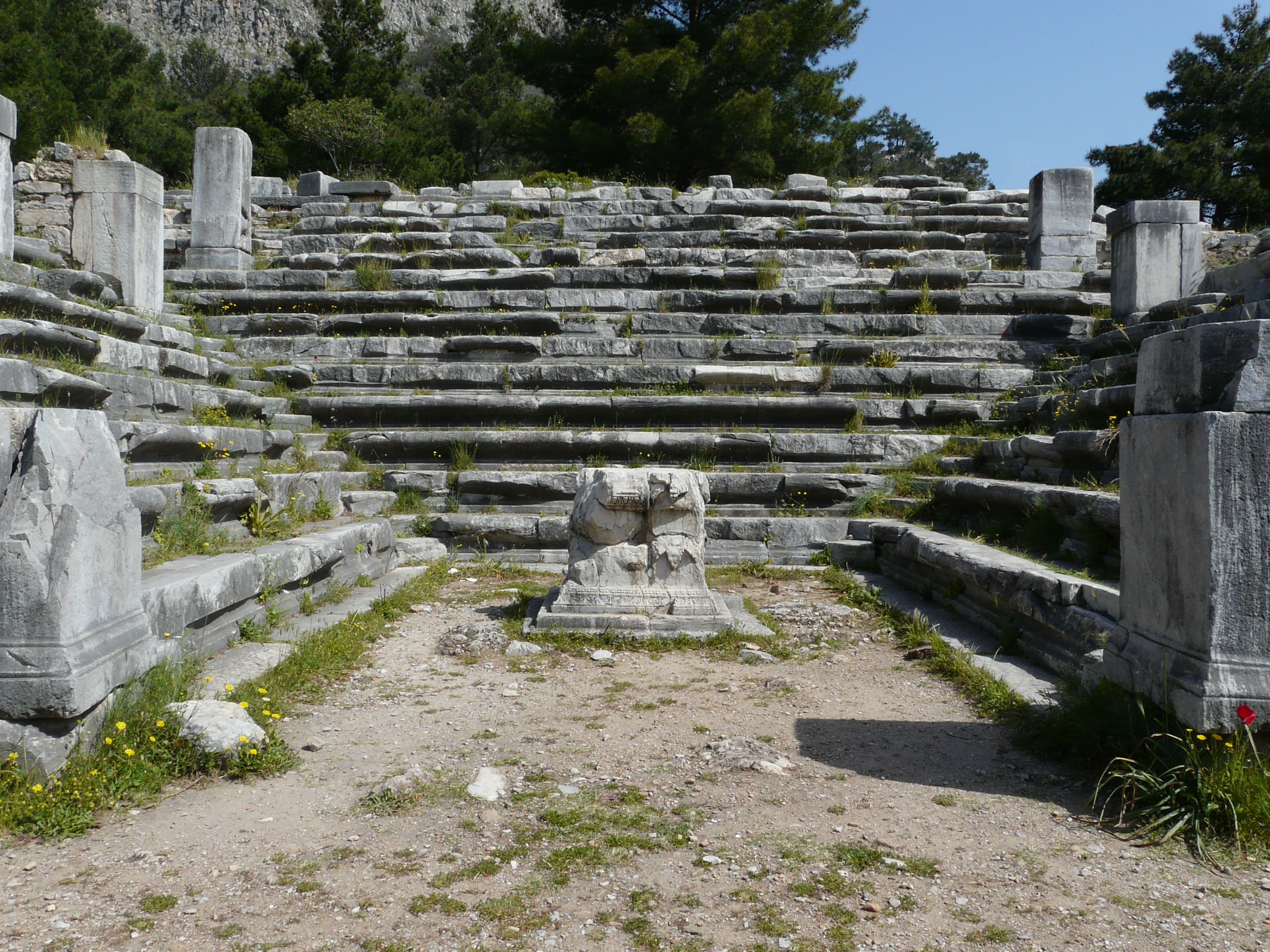
Buleuterio de Priene.

Se conservan restos de buleuterión tanto en ciudades de la Antigua Grecia (Delfos,
Delos,
y otras), como de sus colonias (Acras y Murgantia (Sicilia); Apolonia de Iliria (Albania); Glanum (Francia); Alabanda, Egas, Éfeso, Nisa y Yaso (Turquía), y otras).
Al igual que otros edificios dedicados a la política de la ciudad, se encuentran generalmente cerca del ágora. Suelen tener planta cuadrada, con varias filas de asientos en su interior, interrumpidas por las columnas de soporte del techo.
Las gradas de los asientos pueden estar alineadas con las paredes o dispuestas en tres lados, en forma de Π (el mejor ejemplo es el de Priene
(Turquía), de finales del siglo II a. C.). Como alternativa, el buleuterio nuevo de Atenas (finales del siglo V a. C.) presenta por primera vez forma de herradura, similar a un pequeño auditorio de teatro, al igual que el de Mileto (175-164 a. C.)

## Galería

Galería de buleuterio
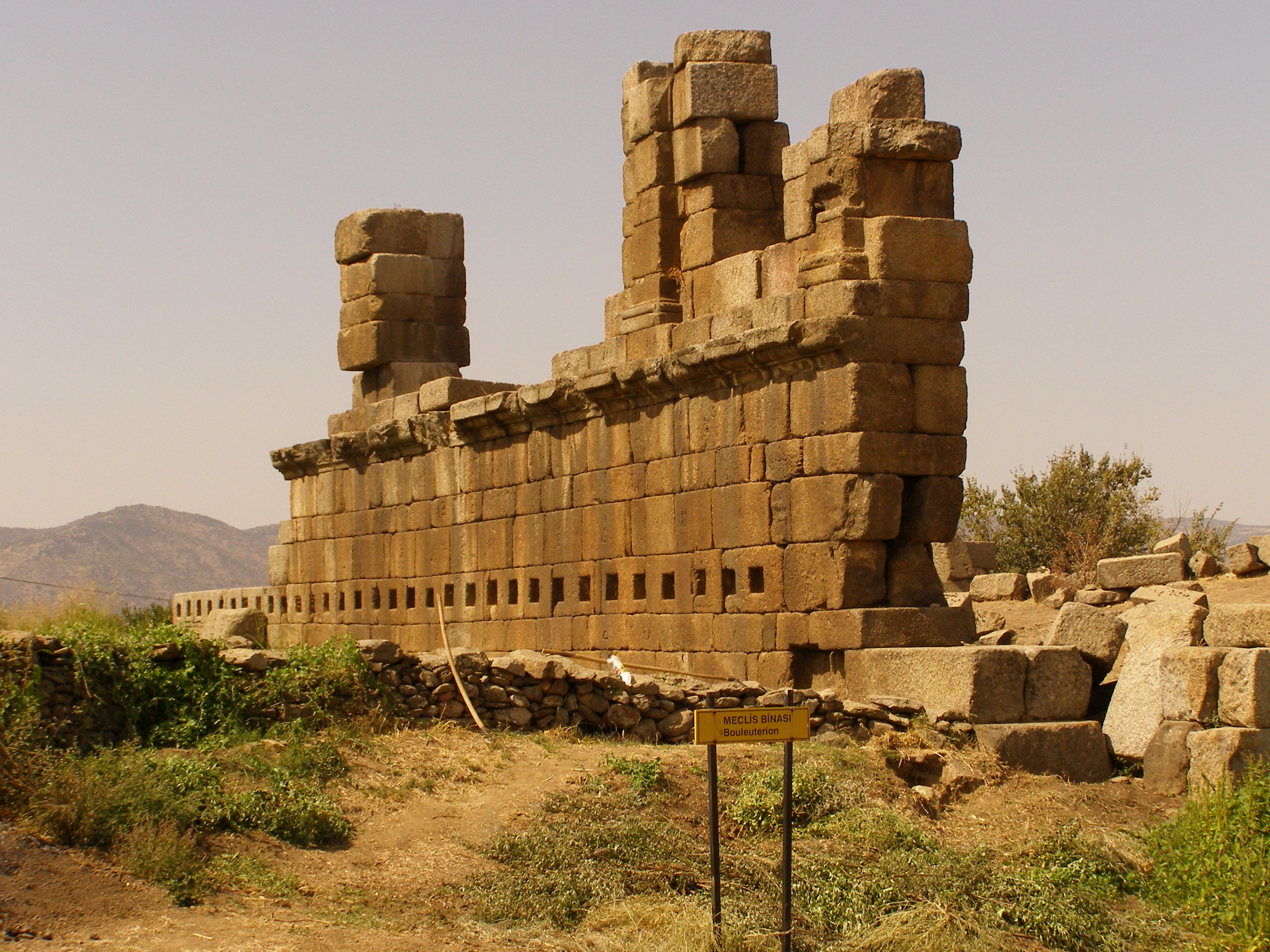
Alabanda
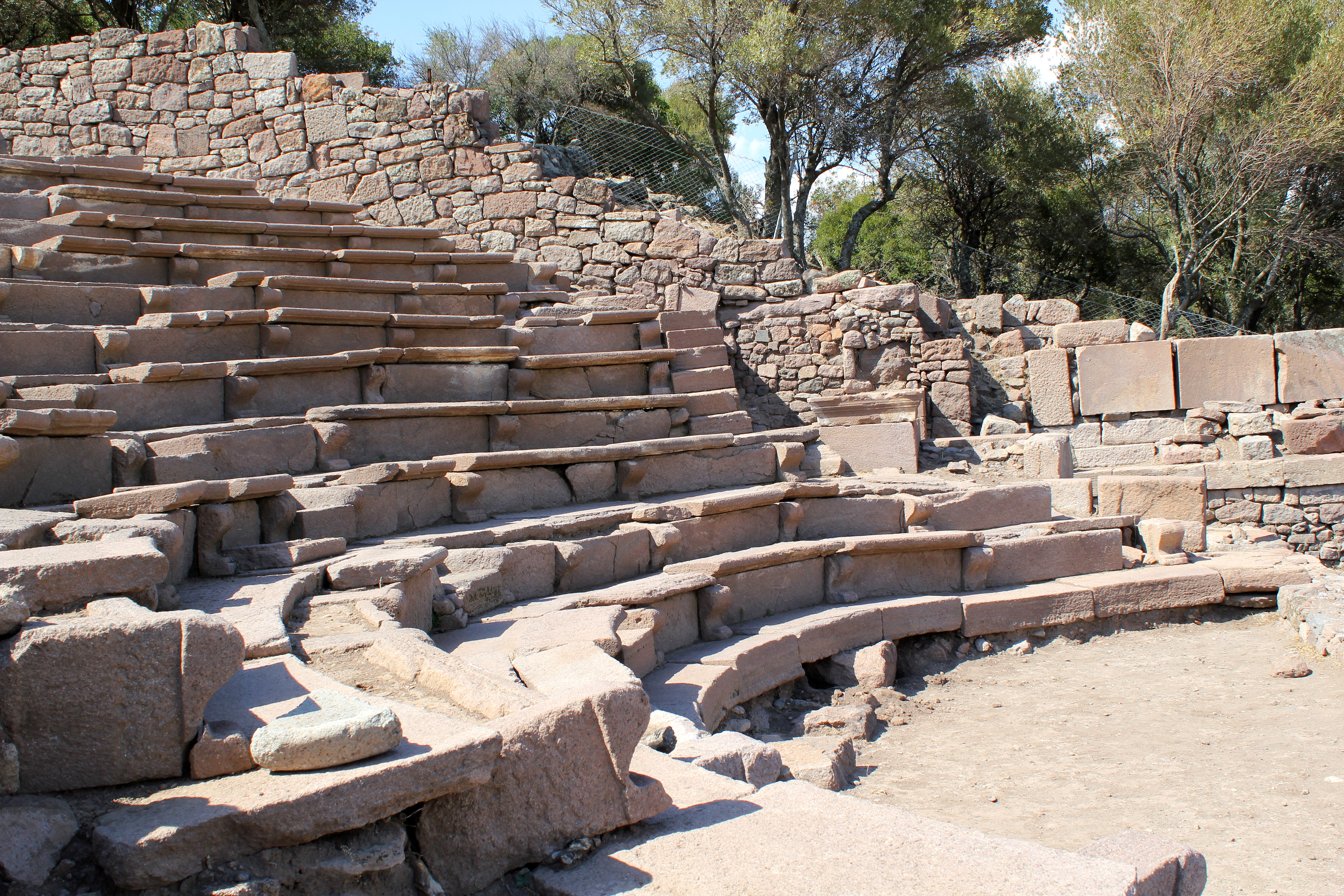
Egas
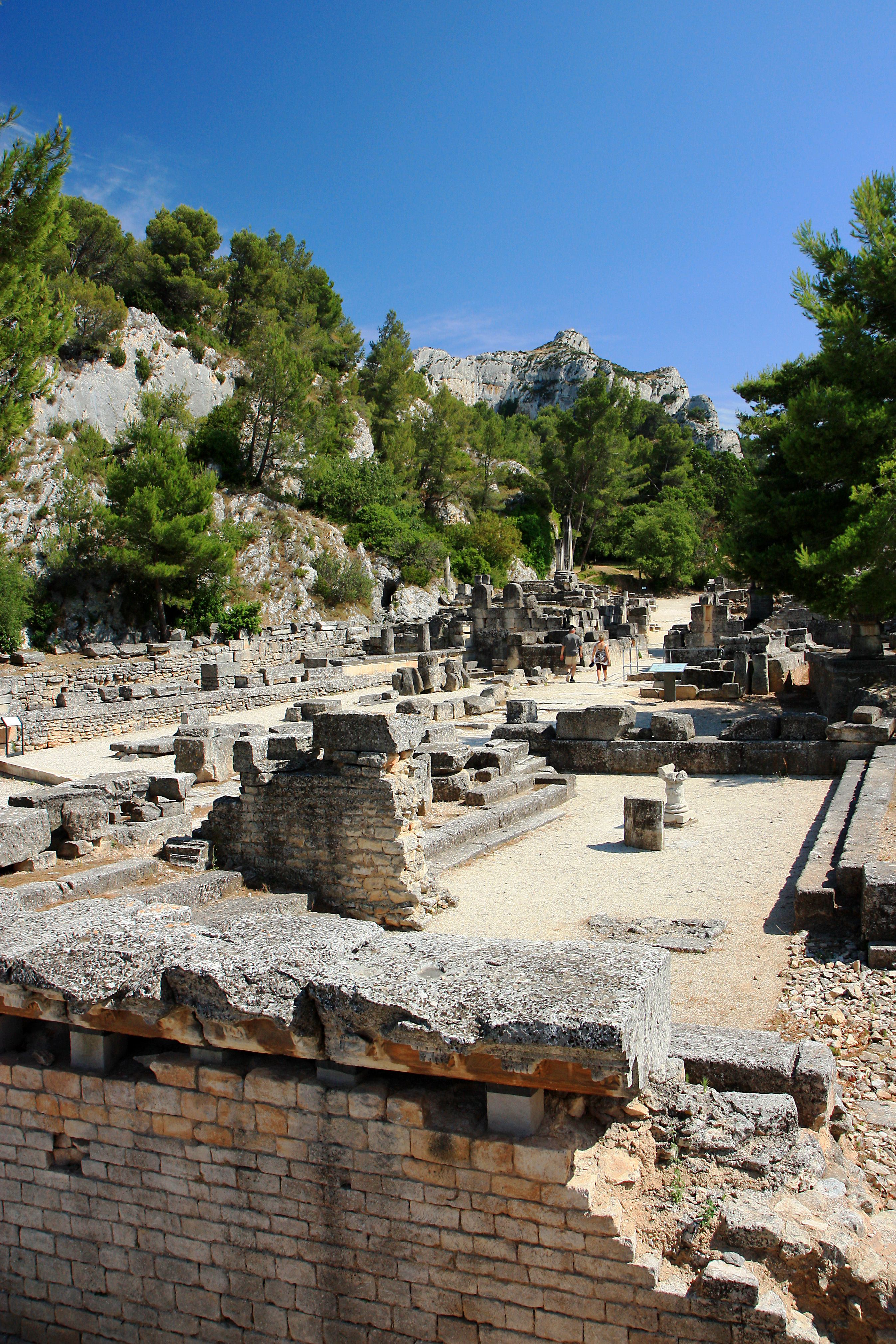
Glanum
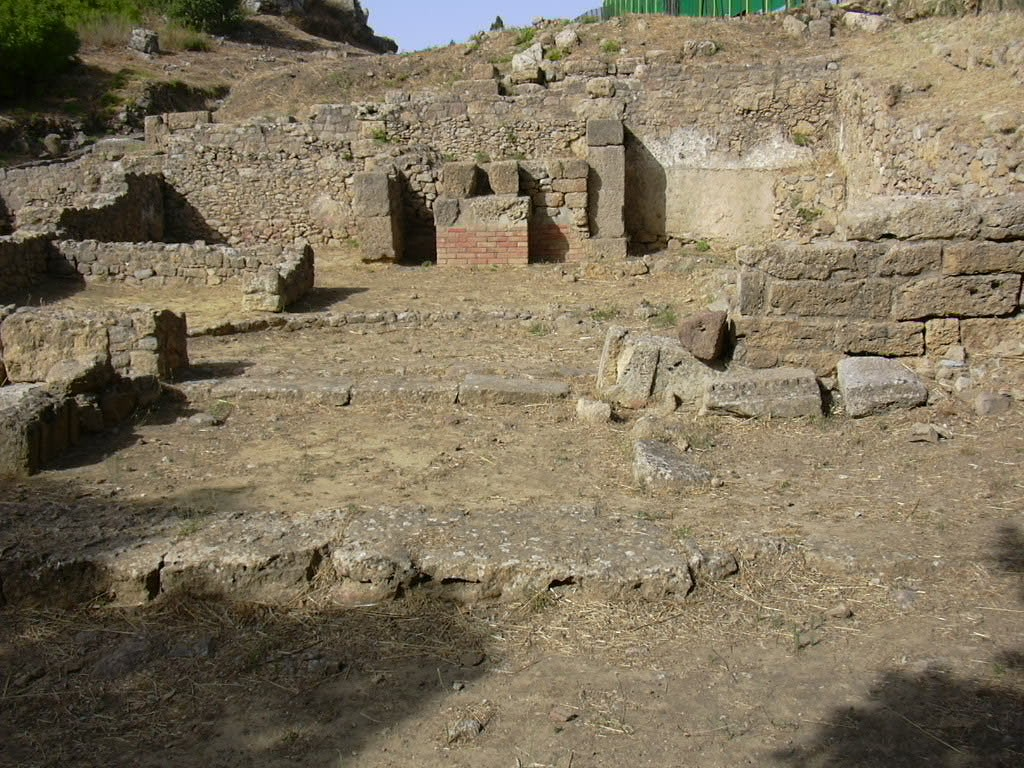
Murgantia
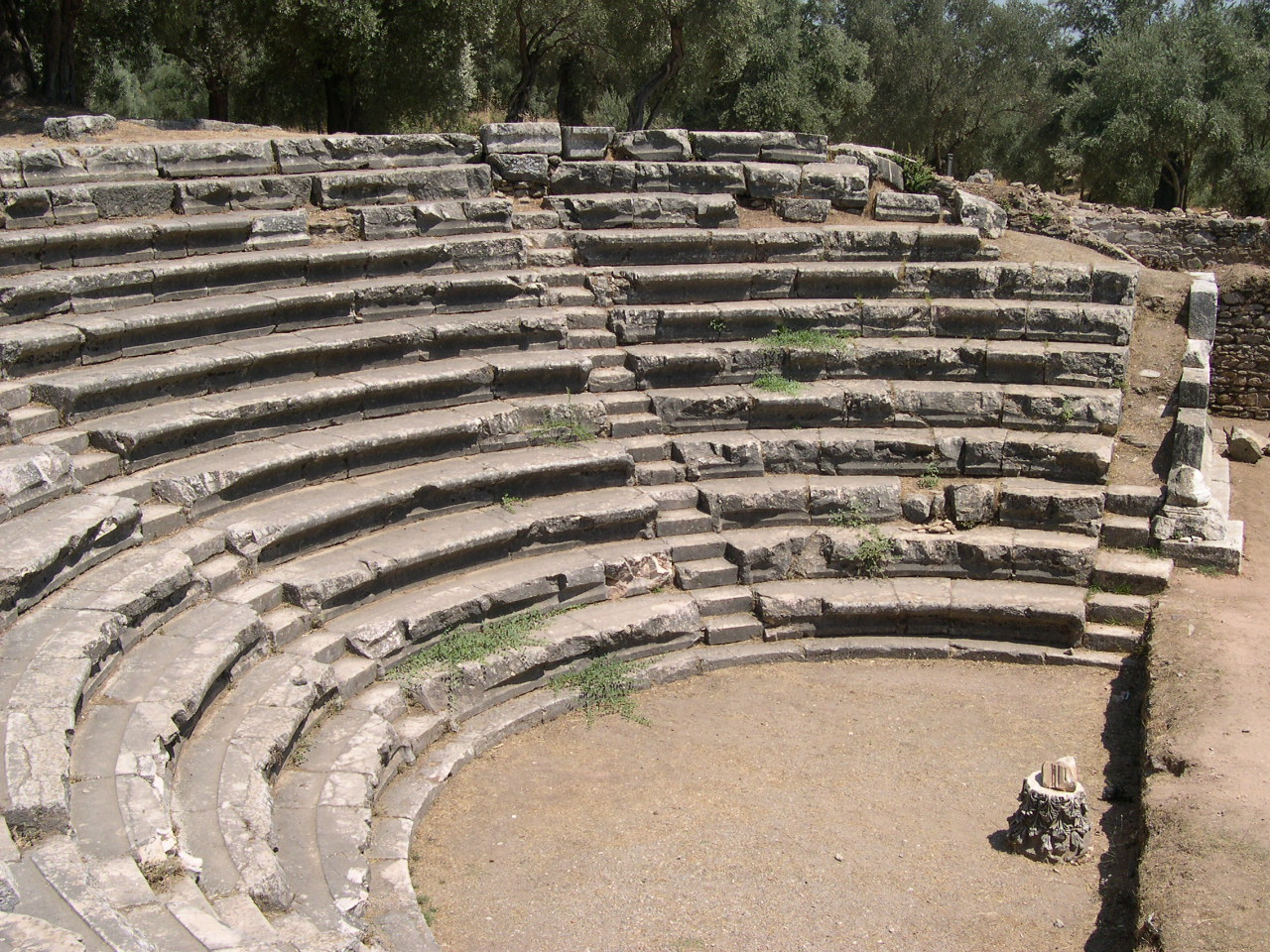
Nisa
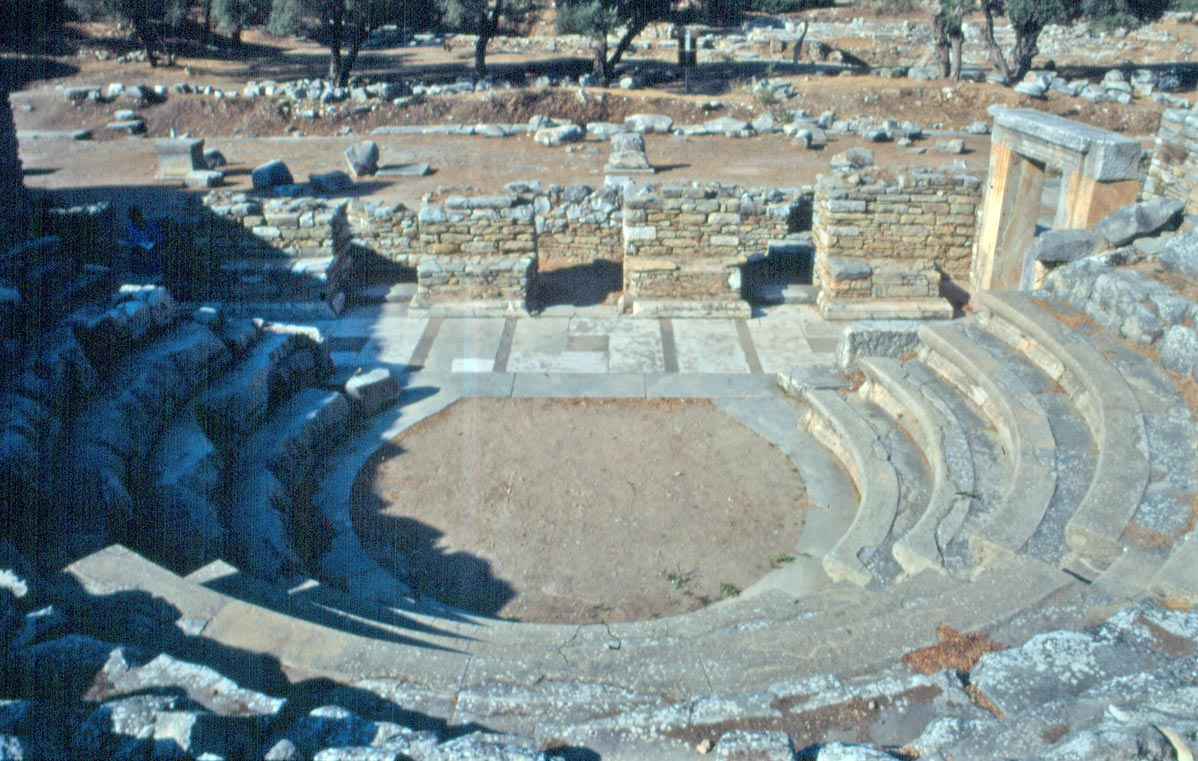
Yaso

## Buleuteurio de Atenas

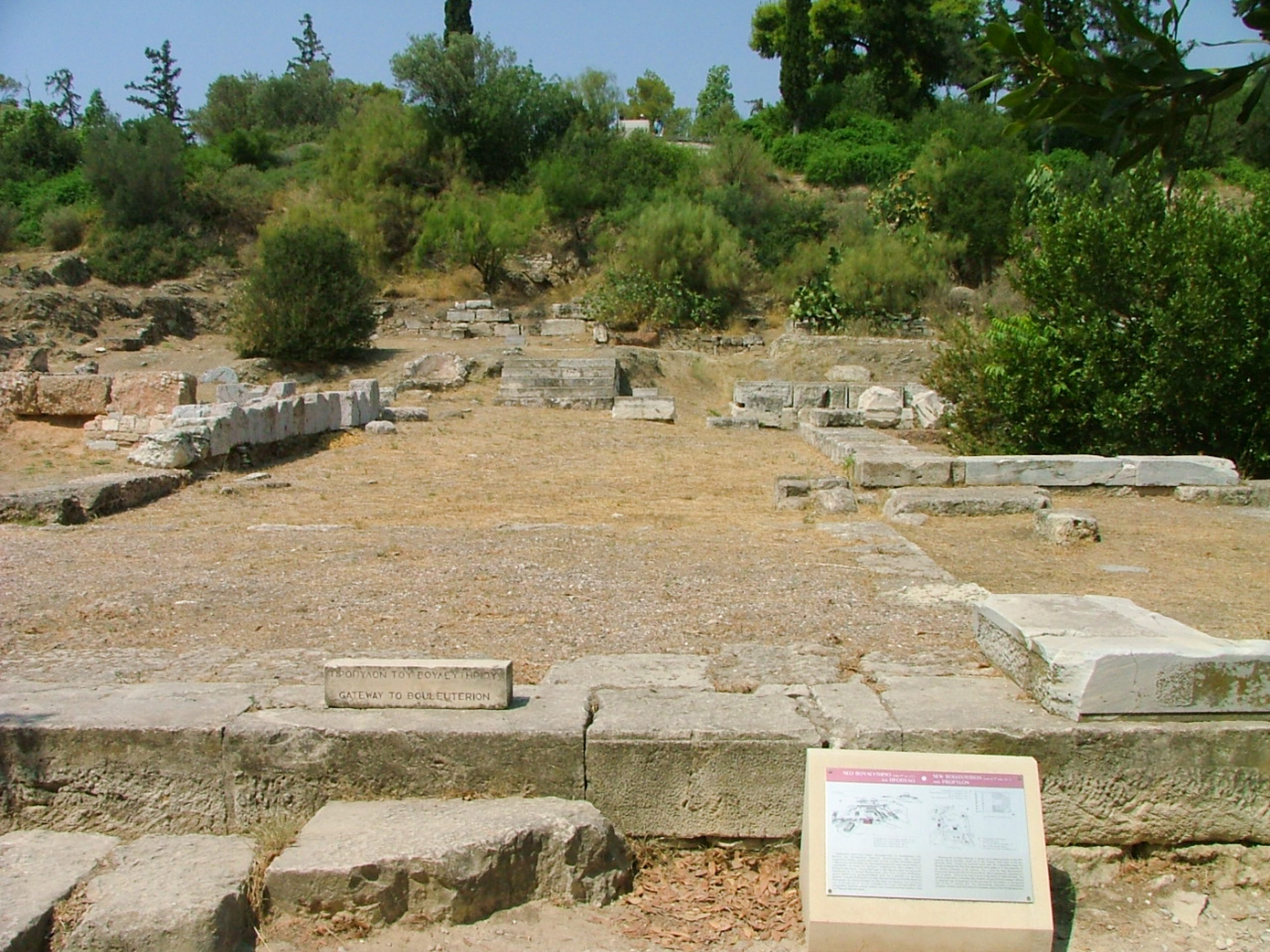
Vestigios del buleuterio en el Ágora de Atenas.

En el ágora ateniense se construyeron dos buleuterios, en periodos diferentes, para albergar a la boulé, que en Atenas constaba de 500 miembros. Este órgano legislativo redactaba los proyectos de ley para su posterior discusión y aprobación en la Ekklesía.
El buleuterio más antiguo es el Metroón,
que a su vez se construyó sobre un edificio anterior.
Del 415 al 406 a. C., se construyó un nuevo buleuterio al oeste del antiguo. Las razones de su construcción permanecen oscuras. El nuevo edificio, de planta rectangular, medía 16 m x 22 m. Los asientos originales eran probablemente de madera. El interior ha sido difícil de reconstruir: mientras algunos arqueólogos orientan los asientos al este, otros lo hacen al sur.
En la segunda mitad del siglo IV a. C., se añadió a la entrada un propileo de orden jónico, situado inmediatamente al sur del antiguo buleuterio.
Hoy, no subsisten más que los cimientos del edificio, lo que no permite aclarar su construcción.
Durante un tiempo, el nuevo buleuterio funcionó junto con el antiguo, que llegó a utilizarse como archivo estatal.

## Buleuterio de Dodona

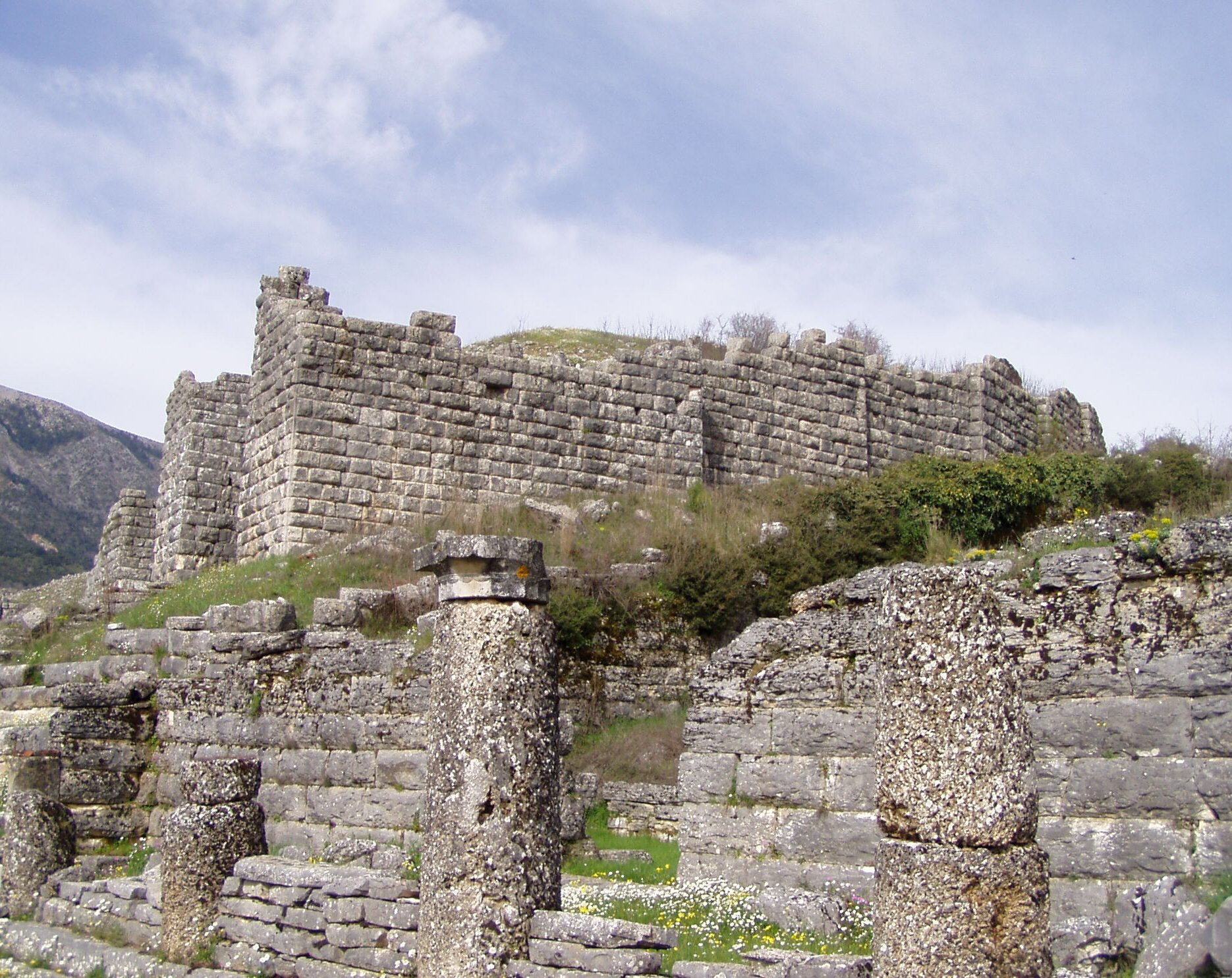
Restos del buleuterio de Dodona.

En el santuario de Dodona, el buleuterio se encuentra al este del teatro de la ciudad, adosado a la ladera de la colina. 
Se construyó en el siglo III a. C.
Consta de un gran salón precedido por un pórtico dórico. Al fondo se encuentran los asientos, tallados en la roca y con acceso por escaleras laterales. En el lado de entrada se situaron un altar dedicado a Zeus Bouleus y una urna de piedra para las votaciones. El techo estaba sostenido por ocho columnas jónicas  y tres filas de pilastras adosadas a las paredes.

## Buleuterio de Mileto

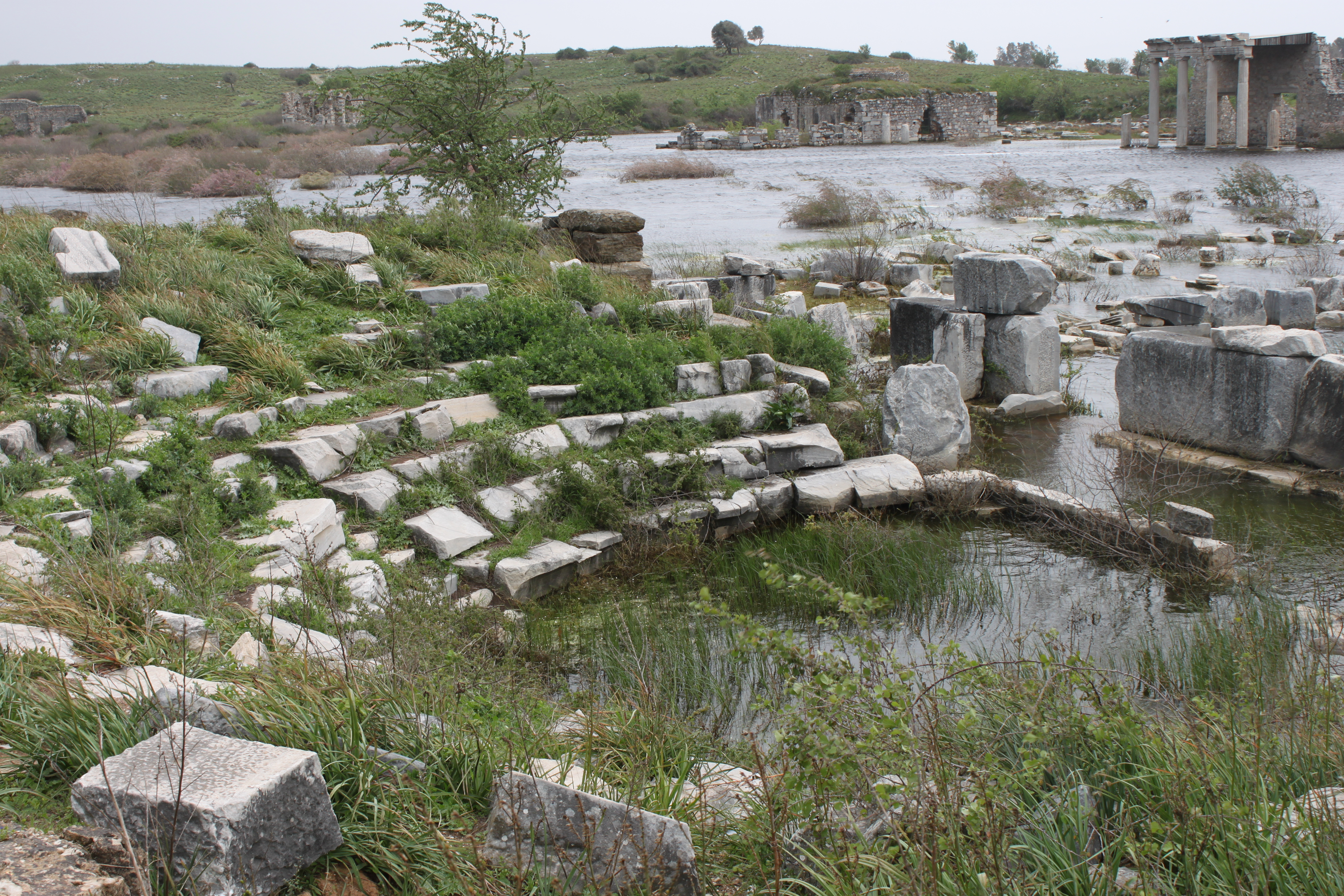
Restos del buleuterio de Mileto.

El buleuterio de Mileto se sitúa entre las ágoras del norte y del sur.
Fue construido entre 175 a. C. y 164 a. C.
Estaba precedido por un propileo con cuatro columnas corintias. Constaba de un patio abierto, rodeado en tres de sus lados por una columnata dórica, y una sala de reuniones en el lado del fondo, accesible directamente desde la parte exterior trasera. En ella hay 18 filas de gradas de piedra, dispuestas en semicírculo. El techo estaba sostenido por columnas jónicas sobre pedestales, a los que más tarde se agregaron soportes de madera. Podía albergar entre 1.200 y 1.500 personas.

## Buleuterio de Olimpia

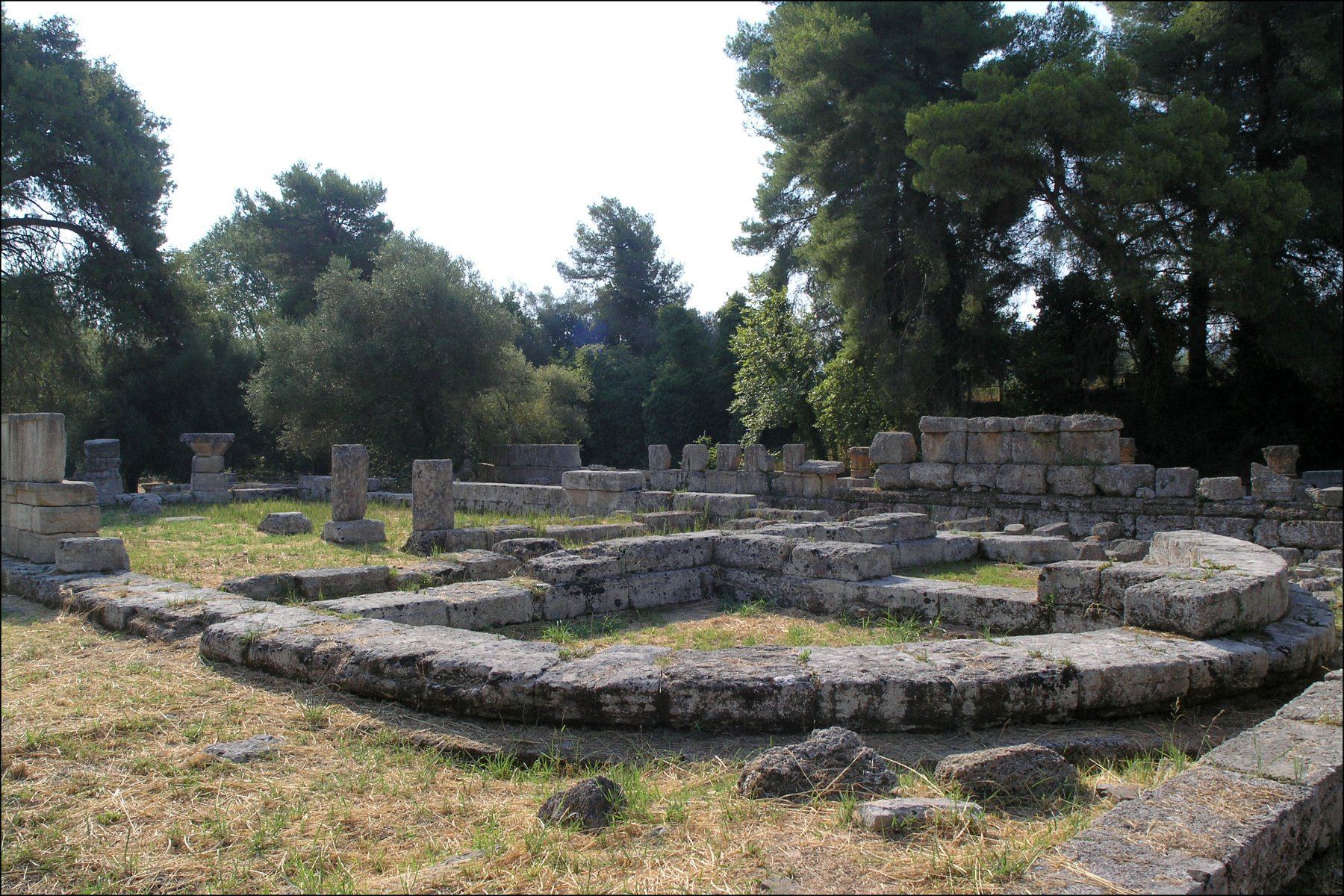
Ruinas del buleuterio de Olimpia.

En el santuario de Olimpia, el buleuterio está situado al sur del templo de Zeus, fuera del recinto sagrado del Altis.
Se construyó entre los siglos VI y IV  a. C., con pequeñas adiciones y cambios en época romana.
El edificio consta de cuatro partes: una plaza central, con alas absidiales al norte y al sur, y una columnata abierta al este, de 27 x 3 columnas jónicas, que une las otras tres partes.
Puede que este edificio albergase los archivos oficiales, con los nombres de todos los vencedores olímpicos.